# محمدزمان كمول (مقاطعة تشرداول)
محمدزمان كمول (بالفارسية: محمدزمان کمول) هي قرية تقع في قسم بيجنوند الريفي (مقاطعة تشرداول) في إيران.